# NGC 1346
NGC 1346 (również PGC 13009) – galaktyka spiralna (Sb), znajdująca się w gwiazdozbiorze Erydanu. Odkrył ją Édouard Jean-Marie Stephan 15 grudnia 1876 roku. Należy do galaktyk Seyferta typu 1. Oddziałuje grawitacyjnie z sąsiednią galaktyką PGC 13005.